# スポっちゅTV
スポっちゅTVは2008年1月12日から2010年3月27日までテレビ新広島（TSS）で毎週土曜日17:15 - 17:30に生放送されていたローカルスポーツ番組。ステレオ放送、ハイビジョン製作。

## 概要
7年続いたサタ・スポの後番組として広島東洋カープ、サンフレッチェ広島、JTサンダーズ、ワクナガレオリックなどの広島スポーツ情報をいち早く配信。バーゲルルミ初の単独司会番組でもあった。
2009年4月4日から番組終了までMCを深井瞬、アシスタントを浅田真由が務めた。

## 放送時間
- 毎週土曜日17:15～17:30
プロ野球などのスポーツ中継や特番放送時は放送時間が繰り上げ（主に15:45～16:00）、或いは休止になる場合があった。

## 司会

### 番組終了時
- 深井瞬（TSSアナウンサー、2009年4月4日 - 最終回）
- 浅田真由（女子大生アシスタント、2009年4月4日 - 最終回）

### 過去
- バーゲルルミ（TSSアナウンサー、2008年1月12日 - 2009年3月）

## その他
- 番組のタイトルロゴはCaptain34（アトリエ34番地）が手掛けた。
- 2008年7月12日放送のショート企画『第一人者の挑戦～為末大北京オリンピック代表選考レース～』は、同年10月11日に行われた「2008中四国制作者フォーラム」のミニ番組コンテストで制作者特別賞を受賞。これを受けて同月15日にはスタッフ一同に編成局長賞が贈られている[1]。